# Эфроимсон, Владимир Павлович
Влади́мир Па́влович Эфроимсо́н (8 [21] ноября 1908, Москва — 21 июля 1989, там же) — советский генетик.

## Биография
Родился в доходном доме страхового общества «Россия» (Лубянка, 2) (где потом разместились ЧК и НКВД), в семье выпускника юридического факультета Киевского университета, банковского служащего, фондовика Павла Рувимовича Эфроимсона и сестры милосердия Елизаветы Марковны Кроль; по хар-ке М. Голубовского: "в интеллигентной обрусевшей еврейской семье". Дед будущего генетика был раввином. Впоследствии отец будет арестован как «экономический контрреволюционер», суд над ним сильно повлияет на мировоззрение и судьбу сына: «Я чувствовал себя совершенно опозоренным, ото всех отошёл, чтобы никого не компрометировать», - приводят слова В. Эфроимсона. Досрочно окончил специализированную немецкую школу, в 15 лет.
В 1925 году поступил на биологическое отделение физико-математического факультета МГУ, на кафедру экспериментальной зоологии Н.К. Кольцова. Был исключён на 4-м курсе за выступление в защиту профессора С. С. Четверикова, арестованного в 1929 году и высланного на 3 года в Свердловск.
Как учёный сложился в московской школе эволюционной генетики, основанной биологами Н. К. Кольцовым и С. С. Четвериковым. При поддержке Н. К. Кольцова стал работать в Государственном рентгеновском институте, где изучал действие облучения на мутационный процесс.
В 1932 году сформулировал принцип равновесия между скоростью мутационного процесса и скоростью отбора в популяциях человека и на этой основе впервые предложил способ оценки частоты мутирования рецессивных сублетальных генов. Открытие было высоко оценено будущим Нобелевским лауреатом, американским генетиком Германом Мёллером, работавшим в те годы в СССР.
Неоднократно подвергался репрессиям. В декабре 1932 года был арестован и осуждён на три года лагерей в Горной Шории (Кемеровская область).
Участник Великой Отечественной войны (в РККА с ноября 1941 года, на фронте с января 1942 года — ст. лейтенант, затем капитан медслужбы). Награждён орденами Красной Звезды и Отечественной войны II степени. В феврале 1945 года написал командованию рапорт о случаях изнасилования немецких женщин и детей советскими солдатами.
В мае 1949 года арестован по обвинению в дискредитации Советской армии за его докладную 1945 года о красноармейцах-насильниках. Приговорён к 10 годам заключения в Джезказгане (Степлаг). В 1955 году освобождён с ограничением в правах. В 1956 году был амнистирован.
В 1956—1961 годах работал библиографом в московской Библиотеке иностранной литературы. Он вместе с М. Г. Цубиной подрабатывает реферированием в «Реферативном журнале», в отделе, руководимом В. В. Алпатовым. А затем — с 1961 года стал сотрудником Института вакцин и сывороток имени Мечникова. 
В 1962 году Эфроимсону была возвращена докторская степень, которой его лишили в 1948 году. Он начал работу в лаборатории генетики иммунитета, где появился его первый «официальный» ученик, О. В. Рохлин впоследствии известный мемуарист и историк науки. В 1967 году получил звание профессора. С 1967 года стал заведующим отделом генетики Института психиатрии Минздрава РСФСР. 
С 1976 года до конца жизни работал на должности ведущего научного сотрудника и профессора-консультанта Института биологии развития АН СССР. Исследование этого периода по темам наследования психических функций человека, человеческого гения, отражены в его книгах: «Гениальность и генетика», «Генетика этики и эстетики», «Педагогическая генетика», увидевшие свет только после его смерти.
Похоронен на Донском кладбище. Там же похоронен его брат Абрам Эфроимсон с женой Клавдией Половиковой.

## Концепция генетики гениальности
Концепция В. П. Эфроимсона состоит в убеждении, что потенциальные и состоявшиеся таланты и гении имеют, как правило, в своем генотипе генетические факторы внутреннего «допинга», резко повышающие психическую и интеллектуальную активность на фоне тех или иных способностей. 
В. П. Эфроимсон вводит новый термин — импрессинг. Это ранние и сверхранние впечатления детства, которые действуют в чувствительный период и определяют характер и направление личности на всю жизнь.

## Роль Эфроимсона в культуре
В «Архипелаге ГУЛАГ» А. И. Солженицын перечислил Владимира Павловича Эфроимсона среди 257 «свидетелей Архипелага», «чьи рассказы, письма, мемуары и поправки использованы при создании этой книги». В тексте книги упоминается один из эпизодов борьбы Эфроимсона с лысенковщиной.
Широкий резонанс среди научной общественности получило выступление Эфроимсона в декабре 1985 года в Политехническом музее на премьере документального фильма «Звезда Вавилова»: подчеркнув, что (хотя фильм об этом умалчивал) Вавилов, как и тысячи других узников ГУЛага, погиб страшной смертью в заключении после заведомо ложных обвинений, Эфроимсон обратился к собравшимся с призывом:

До тех пор, пока страной правит номенклатурная шпана, охраняемая политической полицией, называемой КГБ, пока на наших глазах в тюрьмы и лагеря бросают людей за то, что они осмелились сказать слово правды, за то, что они осмелились сохранить хоть малые крохи достоинства, до тех пор, пока не будут названы поименно виновники этого страха, — вы не можете, вы не должны спать спокойно. Над каждым из вас и над вашими детьми висит этот страх. <…> Палачи, которые правили нашей страной, — не наказаны. <…> Пока на смену партократии у руководства государства не встанут люди, отвечающие за каждый свой поступок, за каждое своё слово — наша страна будет страной рабов, страной, представляющей чудовищный урок всему миру…
Я призываю вас – помните о том, что я сказал вам сегодня. Помните! ПОМНИТЕ!.

Речь Эфроимсона произвела серьёзный эффект в научном сообществе, поскольку сам фильм не содержал никаких подробностей о злоключениях и гибели Вавилова.

## Семья
- Жена — Мария Григорьевна Цубина, психиатр и учёный-медик, научный руководитель питомника Академии медицинских наук СССР на станции Столбовой Курской железной дороги, автор работы «Болезнь и творчество Врубеля с психопатологической точки зрения»[19][20]. Первым браком была замужем за академиком Н. П. Дубининым; тётя философа А. М. Пятигорского, племянница переводчика русской, английской, французской и польской художественной прозы на немецкий язык, экономиста Анны Шапире (1877—1911).
- Приёмная дочь — Ансельма Николаевна Дубинина, педагог.
- Брат — Абрам (Аркадий) Павлович Эфроимсон (псевдоним Э. Фрам) (1904—1992), журналист и радиокорреспондент, редактор Центрального телевидения.
- Двоюродный брат — Осип Абрамович Эфроимсон (1926—1987), инженер, работал в котельном цехе фирмы ОРГРЭС.

## Статьи и книги
- В. П. Эфроимсон. Введение в медицинскую генетику. М.: Медицина, 1964 (1-е изд.), 1968 (2-е изд., испр. и доп.);
- Эфроимсон, В. П. Родословная альтруизма (этика с позиций эволюционной генетики человека) : [арх. 21 декабря 2015] / Предисловие Б. Л. Астаурова // Новый мир : Журнал. — 1971. — № 10. — С. 194. — ISSN 0130-7673.
- В. П. Эфроимсон. Иммуногенетика. М.:Медицина, 1971. — 336 с.;
- В. П. Эфроимсон, М. Г. Блюмина. Генетика олигофрений, психозов, эпилепсий. М.: Медицина, 1978. — 244 с.;
- Эфроимсон В. П. О Лысенко и лысенковщине // Вопросы истории естествознания и техники. 1989. № 1-4.
- В. П. Эфроимсон. Генетика этики и эстетики. СПб.: Талисман, 1995. — 288 с.;
- В. П. Эфроимсон. Гениальность и генетика. М.: Русский мир, 1998. — 544 с.;
- Эфроимсон В. П. Генетика гениальности. — М.: Тайдекс Ко, 2002. — 376 с. — (Библиотека журнала «Экология и жизнь». Серия «Устройство мира»). — ISBN 5-94702-004-1.
- В. П. Эфроимсон. Педагогическая генетика. М.: Тайдекс Ко, 2003. — 240 с.; (Библиотека журнала «Экология и жизнь». Серия «Устройство мира»)
- В. П. Эфроимсон. Генетика этики и эстетики. М.: Тайдекс Ко, 2004. — 304 с.(Библиотека журнала «Экология и жизнь». Серия «Устройство мира»)